# Glâmbocata-Deal
Glâmbocata-Deal – wieś w Rumunii, w okręgu Ardżesz, w gminie Leordeni. W 2011 roku liczyła 542 mieszkańców.